# Леки крайцери тип „Сендай“
Сендай (на японски: 川内型軽巡洋艦) са серия леки крайцери на Императорските ВМС на Япония. В началото са класифицирани като крайцери 2-ри ранг, фактически се използват като лидери на флотилиите разрушители.
Последната, трета група 5500-тонни крайцери, се различават по другото разположение на котлите и четирите (вместо три) комина. От седем планирани в периода 1922−1925 г. в корабосторителниците в Нагазаки, Кобе и Йокохама са построени три кораба, всички от които служат в междувоенния период и са потопени в хода на Втората световна война.

## Конструкция
На „Нака“, който последен влиза в строй, формата на носовия край е изменена от „лъжицовидна“ на клиперна, при това максималната дължина на корпуса практически не се променя.

## Представители на проекта
| Име             | Построен в | Заложен | Спуснат на вода                                                                                               | Въведен в експлоатация                                                                                        | Съдба |
| --------------- | --- | --- | --- | --- | --- |
| „Сендай“ (川内) | Корабостроителница на „Мицубиши“ в Нагазаки                                                                   | 16 февруари 1922 г.                                                                                           | 30 октомври 1923 г.                                                                                           | 29 април 1924 г.                                                                                              | Потопен в сражението в залива Императрица Августа на 2 ноември 1943 г.                                        |
| „Джинзу“ (神通) | Корабостроителница на „Кавасаки“, Кобе                                                                        | 4 август 1922 г.                                                                                              | 8 декември 1923 г.                                                                                            | 31 юли 1925 г.                                                                                                | Потопен в сражението при Коломбангара на 13 юли 1943 г.                                                       |
| „Нака“ (那珂)   | Корабостроителница на Йокохама                                                                                | 24 май 1924 г.                                                                                                | 24 март 1925 г.                                                                                               | 30 ноември 1925 г.                                                                                            | Потопен от американската палубна авиация при нападението над Трук на 17 февруари 1944 г.                      |
| „Како“ (加古)   | Морски арсенал, Сасебо                                                                                        | 15 февруари 1922 г.                                                                                           | Поръчката е анулирана на 17 март 1922 г., разкомплектован на стапела                                          | Поръчката е анулирана на 17 март 1922 г., разкомплектован на стапела                                          | Поръчката е анулирана на 17 март 1922 г., разкомплектован на стапела                                          |
| „Камо“ (鴨)     | Имената са присвоени на 5 ноември 1921 г., но във връзка с условията на Вашингтонския договор не са залагани. | Имената са присвоени на 5 ноември 1921 г., но във връзка с условията на Вашингтонския договор не са залагани. | Имената са присвоени на 5 ноември 1921 г., но във връзка с условията на Вашингтонския договор не са залагани. | Имената са присвоени на 5 ноември 1921 г., но във връзка с условията на Вашингтонския договор не са залагани. | Имената са присвоени на 5 ноември 1921 г., но във връзка с условията на Вашингтонския договор не са залагани. |
| „Кидзу“ (木津)  | Имената са присвоени на 5 ноември 1921 г., но във връзка с условията на Вашингтонския договор не са залагани. | Имената са присвоени на 5 ноември 1921 г., но във връзка с условията на Вашингтонския договор не са залагани. | Имената са присвоени на 5 ноември 1921 г., но във връзка с условията на Вашингтонския договор не са залагани. | Имената са присвоени на 5 ноември 1921 г., но във връзка с условията на Вашингтонския договор не са залагани. | Имената са присвоени на 5 ноември 1921 г., но във връзка с условията на Вашингтонския договор не са залагани. |
| „Найоро“ (名寄) | Имената са присвоени на 5 ноември 1921 г., но във връзка с условията на Вашингтонския договор не са залагани. | Имената са присвоени на 5 ноември 1921 г., но във връзка с условията на Вашингтонския договор не са залагани. | Имената са присвоени на 5 ноември 1921 г., но във връзка с условията на Вашингтонския договор не са залагани. | Имената са присвоени на 5 ноември 1921 г., но във връзка с условията на Вашингтонския договор не са залагани. | Имената са присвоени на 5 ноември 1921 г., но във връзка с условията на Вашингтонския договор не са залагани. |

## Коментари
1. ↑  Изначално крайцерът „Нака“ е заложен на 10 юни 1922 г., но неговият корпус е разрушен на стапела по време на Великото земетресение в Канто.